# Галилео (навигациони систем)
Галилео је глобални сателитски навигациони и тајминг систем под цивилном контролом (европске GNSS). Галилео треба да на глобалном нивоу даје податке о позицији и сличан је америчком GPS систему, руском GLONASS систему и кинеском COMPASS систему.
Као седиште агенције за европски GNSS изабран је Праг, главни град Чешке. До 2014. године је трајао пренос опреме као и селидба запослених из Брисела у Праг.

## Историја
Галилео је први заједнички пројекат Европске заједнице (EU) и Европске свемирске агенције (ESA). Финансирање развојног дела пројекта преузимају обе организације подједнако. 27. маја 2003. године, земље чланице ESA су се договориле о финансирању.
Следеће земље ван Европске заједнице учествују у пројекту:
- Кина учествује са 280 милиона евра у пројекту; заједнички тренинг центар за сателитску навигацију отворен је на универзитету у Пекингу.[3]
- Индија 2005. године склопљен договор о сарадњи.[4]
- Израел[5]
- Мароко[6]
- Саудијска Арабија[7]
- Швајцарска (Чланица ESA) са почетних 30 милиона евра и доставом (Преко некадашњег предузећа Temex)[8] Рубидиум и водиник-атомски сат за прва четири сателит.[9]
- Норвешка (Чланица ESA)
- Јужна Кореја[10]
- Украјина[11]

Следеће земље преговарају о сарадњи:
- Аргентина
- Аустралија
- Бразил
- Чиле
- Канада
- Малезија
- Мексико
- Русија лансирала је 21. октобра 2011. прва два Галилео-сателита са Сојус ракетом из европског свемирског центра у француској.l[12]

 Сједињене Америчке Државе су скептичне према Галилео пројекту углавном због опасности о војној злоупотреби система. Могућност о утиску Галилеа на Амерички NAVSTAR-GPS-систем је доказан као немогуће.

## Техничка основа
Галилео функционише са 30 сателита(27 плус 3 сателита која су спремна за рад у случају да неки престане да функционише), која надлећу земљу на висини од 23.260 km са брзином од 3,6 km/s, и мрежом земаљских станица које контролишу сателите. Уређаји са пријемником за навигационе системе, као што су паметни телефони, могу да одреде своју позицију са тачношћу од 4 m.
Галилео је на почекту конципиран само за цивилне сврхе, али је од стране Европског парламента у јулу 2008. године одлучено да се користи и за операције које су везане за Европску сигурност и одбрамбену политику (ESVP).

### Поставка сателита
Планирано је 30 сателита који би кружили око Земље на 3 нивоа под Инклинацијом од 56°. Предвиђено је да по нивоу буде 9 сателита плус 1 резервни сателит. Имали би размак од 40° са максималним одступањем од mit 2°, што представља 1000 km. На висини од 23.222 km изнад површине земље потребно је 14 сати да се направи један круг око земље.

## Финансирање и трошкови
Питање финансирања је решено 24. новембра 2007. године. Финансира се углавном из уштеђевина од ЕУ-аграрног сектора.
До 2007. године инвестирано је 1,5 милијарди евра. За завршне фазе до 2013. године планирано је 3,4 милијарде евра из ЕУ-буџета. Према провери ЕУ-комисије из 2011. године трошкови ће порасти на 5,3 милијарде евра до 2020. године.

## Галилео сателити
Еу-комисија је 7. јануара 2010. године од немаčке свемирске фирме OHB Technology, Бремен, наручила 14 сателита у износу од 566 милиона евра.
- Galileo-IOV 1—4[18][19]

| Произвођаћ:       | EADS Astrium                                           |
| Почетна маса:     | 640 kg                                                 |
| Пеформансе:       | 1,4 kW                                                 |
| Величина:         | 3,02 m × 1,58 m × 1,59 m                               |
| Термин лансирања: | 21. октобар 2011 (IOV 1,2), 12. октобар 2012 (IOV 3,4) |
| Носач:            | Сојус ракета                                           |
| Животни век:      | Више од 12 година                                      |
| Соларни панели:   | 14,5 m                                                 |
- Galileo 1—22 Satellit

| Произвођач:       | OHB System AG, Корисна носивост: Surrey Satellite Technology[20] |
| Почетна маса:     | 680 kg                                                           |
| Пеформанси:       | 1,5 kW                                                           |
| Величина:         | 2,7 m × 1,2 m × 1,1 m                                            |
| Термин лансирања: | 2014                                                             |
| Носач:            | Сојус ракета, Аријана 5                                          |
| Животни век:      | Више од 12 година                                                |
| Соларни панели:   | 14,8 m                                                           |

## Сигнал
Галилео користи заједно са GPS фреквенцијски опсег L1 1575,42 MHz и L5 1176,45 MHz. Опсег L2 1227,6 MHz расположив је искључиво GPS-у, за галилео је E6 1278,75 MHz.